# Đại học Amherst
Đại học Amherst (tiếng Anhː Amherst College) là một trường đại học giáo dục khai phóng tư nhân phi lợi nhuận tọa lạc tại Amherst, Massachusetts, Hoa Kỳ. Được thành lập vào năm 1821, Amherst là tổ chức giáo dục đại học lâu đời thứ ba ở tiểu bang Massachusetts.
Amherst chỉ giảng dạy các chương trình cử nhân đại học hệ bốn năm và trường tuyển sinh 1.855 sinh viên vào mùa thu 2018. Học sinh chọn các khóa học từ 38 chuyên ngành trong một chương trình đào tạo mở và không bắt buộc phải học một chương trình giảng dạy cốt lõi hoặc đáp ứng bất kỳ yêu cầu phân phối nào; sinh viên cũng có thể thiết kế chuyên ngành liên ngành của riêng họ. Vào năm 2019, Amherst đã nhận được khoảng 10.567 đơn xét tuyển và chấp nhận 1.144, tương ứng với tỉ lệ trúng tuyển chỉ 10,8%.
Trong số các Đại học Giáo dục Khai phóng tốt nhất Hoa Kỳ, Amherst là được xếp thứ 1 theo Nhật ký Phố Wall vào năm 2018 và xếp thứ 2 theo US News & World Report. Trong Bảng xếp hạng tổng thể của Forbes vào năm 2018, trường được xếp thứ 16 trên toàn quốc.
Amherst có mối quan hệ chặt chẽ và mang tính cạnh tranh với Đại học Williams và Đại học Wesleyan, và tạo nên Nhóm Ba Đại học nhỏ. Trường là thành viên của Liên minh Năm Đại học, cho phép sinh viên của mình tham dự các lớp học tại bốn Đại học khác tại Thung lũng Pioneer là Đại học Mount Holyoke, Đại học Smith, Đại học Hampshire, và Viện Đại học Massachusetts tại Amherst.

## Học thuật

### Thành lập

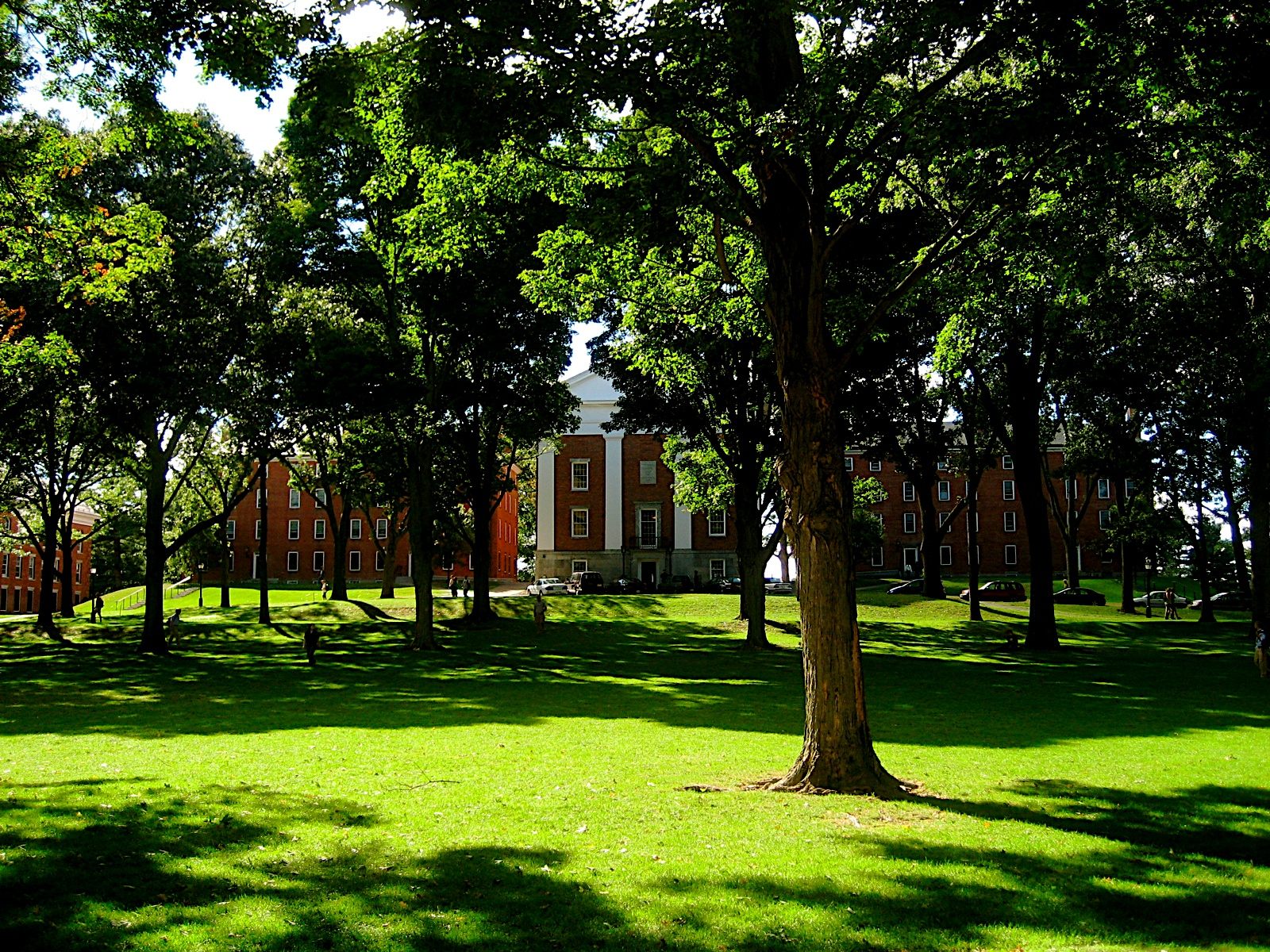
Bộ Tứ chính

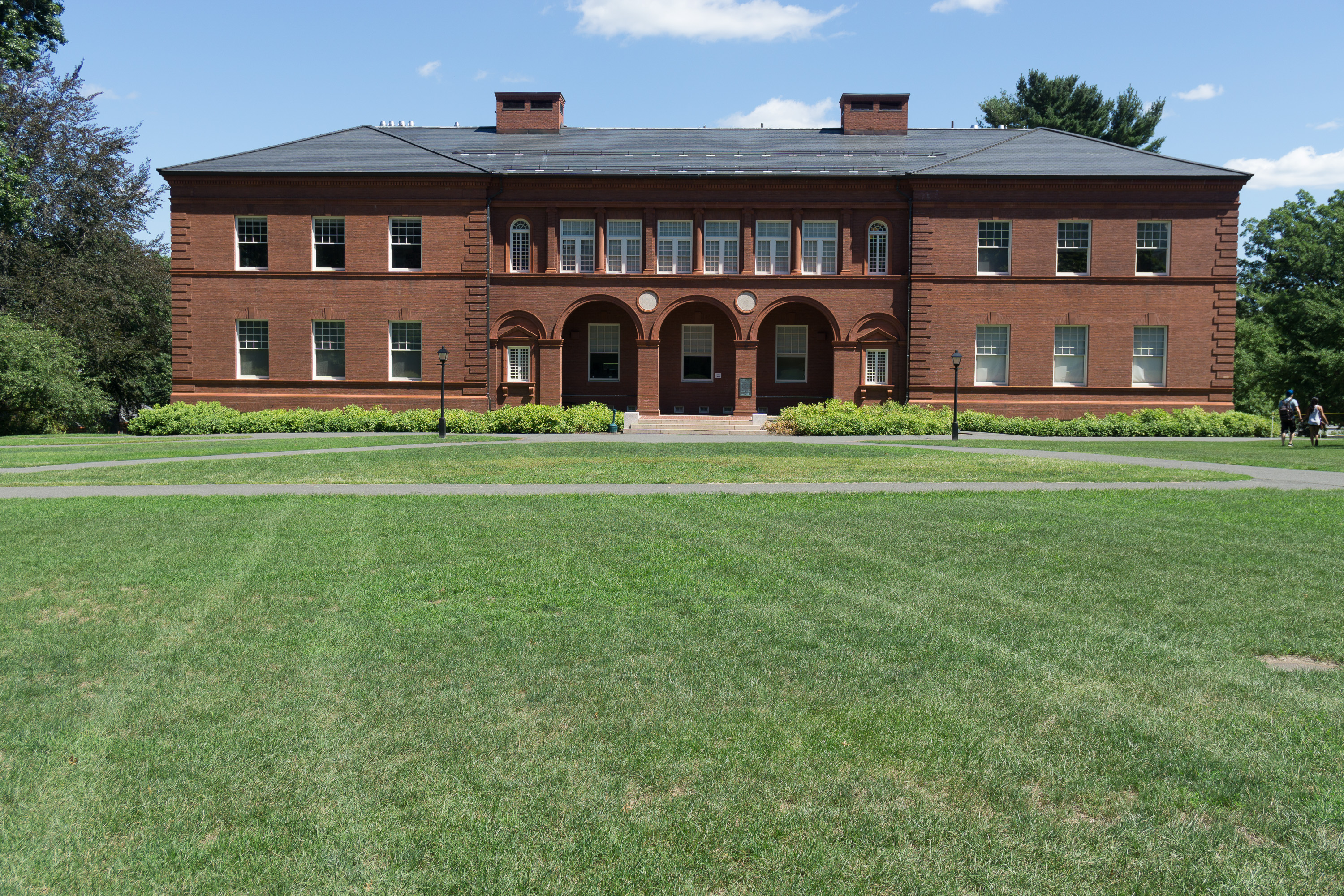
Hội trường Fayerweather

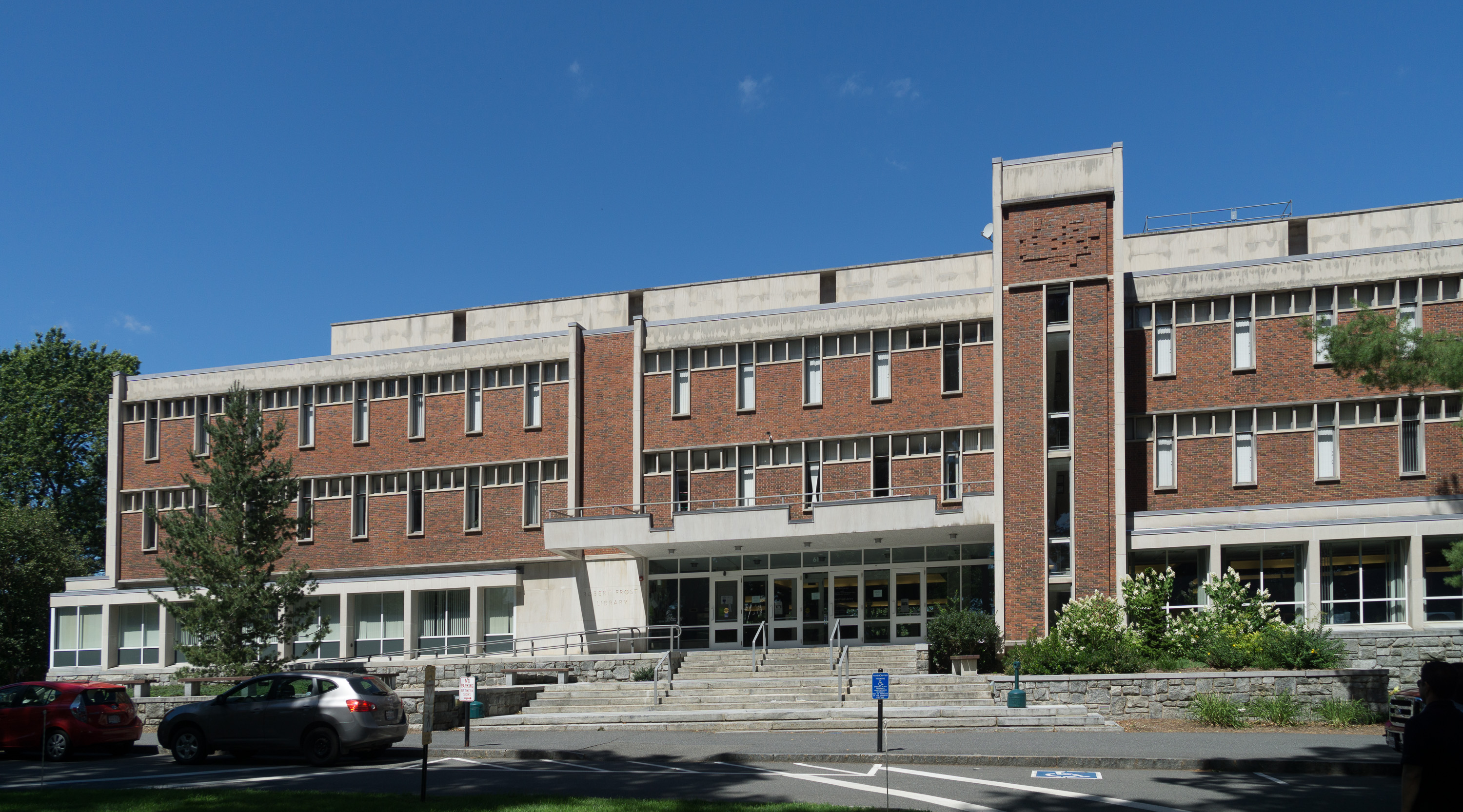
Thư viện Băng giá

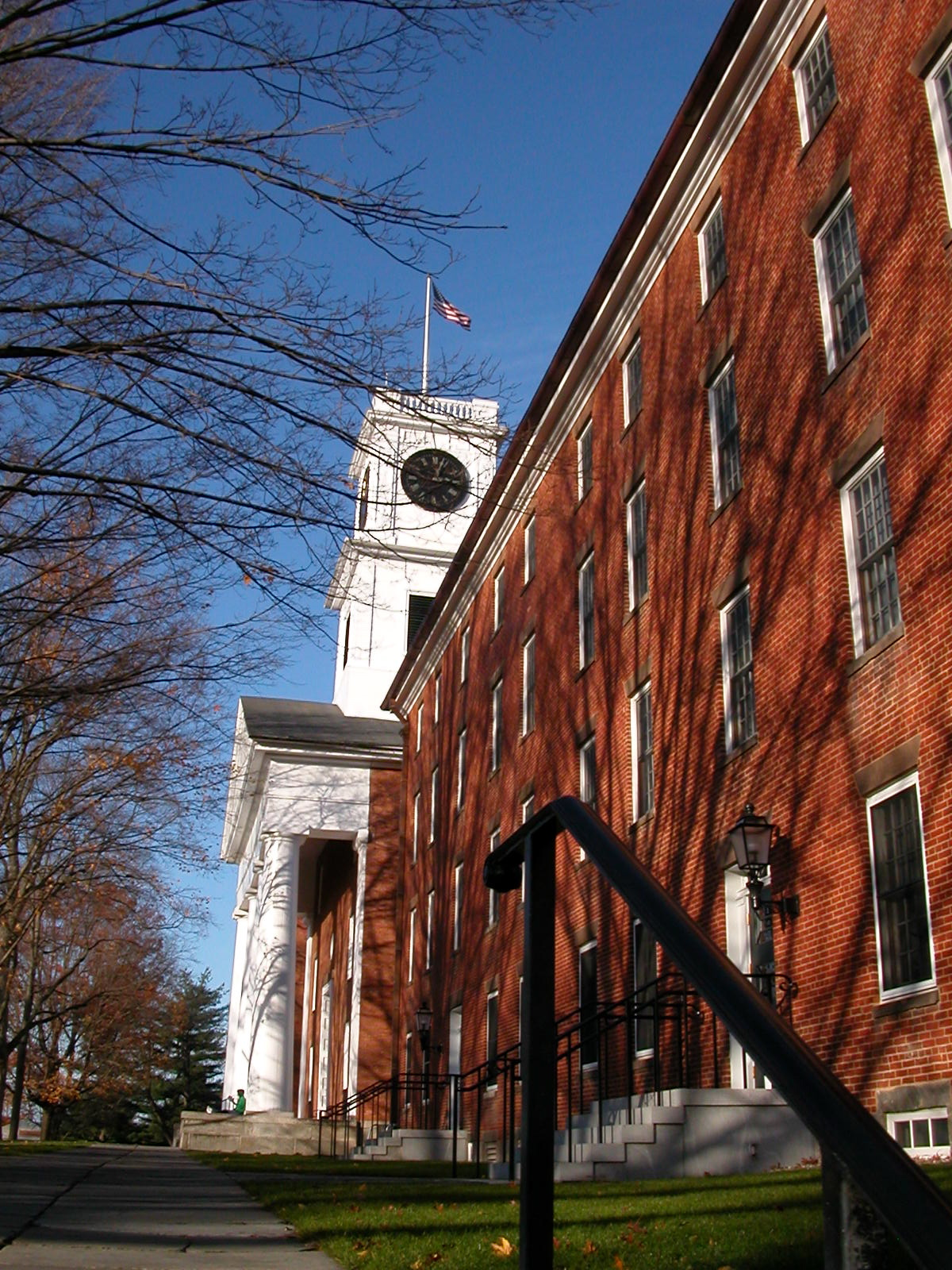
College Row, bao gồm các Hội trường Williston, South, North, và Appleton, với Johnson Chapel ở trung tâm

Được thành lập vào năm 1821, Đại học Amherst ban đầu được phát triển từ Học viện Amherst và được đề xuất như là một sự thay thế cho Đại học Williams, nơi vẫn đang gặp khó khăn trong việc mở cửa. Mặc dù cuối cùng Đại học Williams được đi vào hoạt động, Amherst vẫn được giữ lại và chuyển hướng trở thành một tổ chức giáo dục riêng biệt.

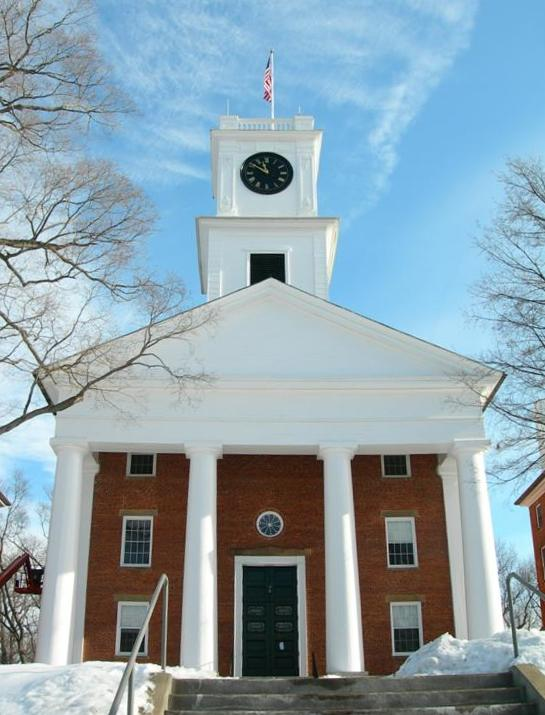
Nhà nguyện Johnson

### Xếp hạng
Kể từ khi có bảng xếp hạng US News & World Report vào năm 1987, Amherst College đã được xếp hạng thứ 1 tổng cộng mười lần trong số 266 trường Đại học Giáo dục Khai phóng tại Hoa Kỳ, và năm 2020 trường xếp thứ 2 sau Đại học Williams. Năm 2018, Amherst được Nhật ký Phố Wall xếp hạng là trường Đại học Giáo dục Khai phóng tốt nhất Hoa Kỳ. Năm 2018, Forbes xếp hạng Amherst là trường Đại học tốt thứ 16 tại Hoa Kỳ trong bảng xếp hạng tổng thể (bao gồm Đại học Giáo dục Khai phóng và Viện Đại học Quốc gia).
Tạp chí Tài chính Cá nhân của Kiplinger xếp Amherst đứng thứ 11 trong bảng xếp hạng năm 2016 về các Đại học Giáo dục Khai phóng có giá trị tốt nhất tại Hoa Kỳ.
Amherst được xếp hạng là có tỷ lệ tốt nghiệp cao thứ hai của bất kỳ Đại học nào ở Hoa Kỳ, chỉ đứng sau Harvard theo một nghiên cứu của Viện Doanh nghiệp Mỹ vào năm 2009.
Amherst xếp thứ 4 trong bảng xếp hạng Washington Monthly vào năm 2018 dựa trên các đóng góp cho lợi ích cộng đồng trong di động xã hội, nghiên cứu và thúc đẩy dịch vụ công cộng.

### Tuyển sinh
Amherst đã được mệnh danh là một trong những trường Đại học Giáo dục Khai phóng khó vào nhất tại Hoa Kỳ; Quỹ Carnegie xếp Amherst là một trong những tổ chức có mức độ chọn lọc trong tuyển sinh cao nhất. Đối với lớp đầu tiên vào mùa thu 2017, Amherst đã nhận được 9.285 đơn đăng ký và chấp nhận 1.198 sinh viên (tỷ lệ chấp nhận 12,9%); 82% nằm trong top 10% các lớp trung học của họ, và trung bình họ đạt 2232 điểm SAT và 33 điểm trong ACT. Sinh viên năm nhất đến từ 38 tiểu bang và 23 quốc gia, 55% nhận được hỗ trợ tài chính và 11% là sinh viên đại học thế hệ đầu tiên.